# 襖交領

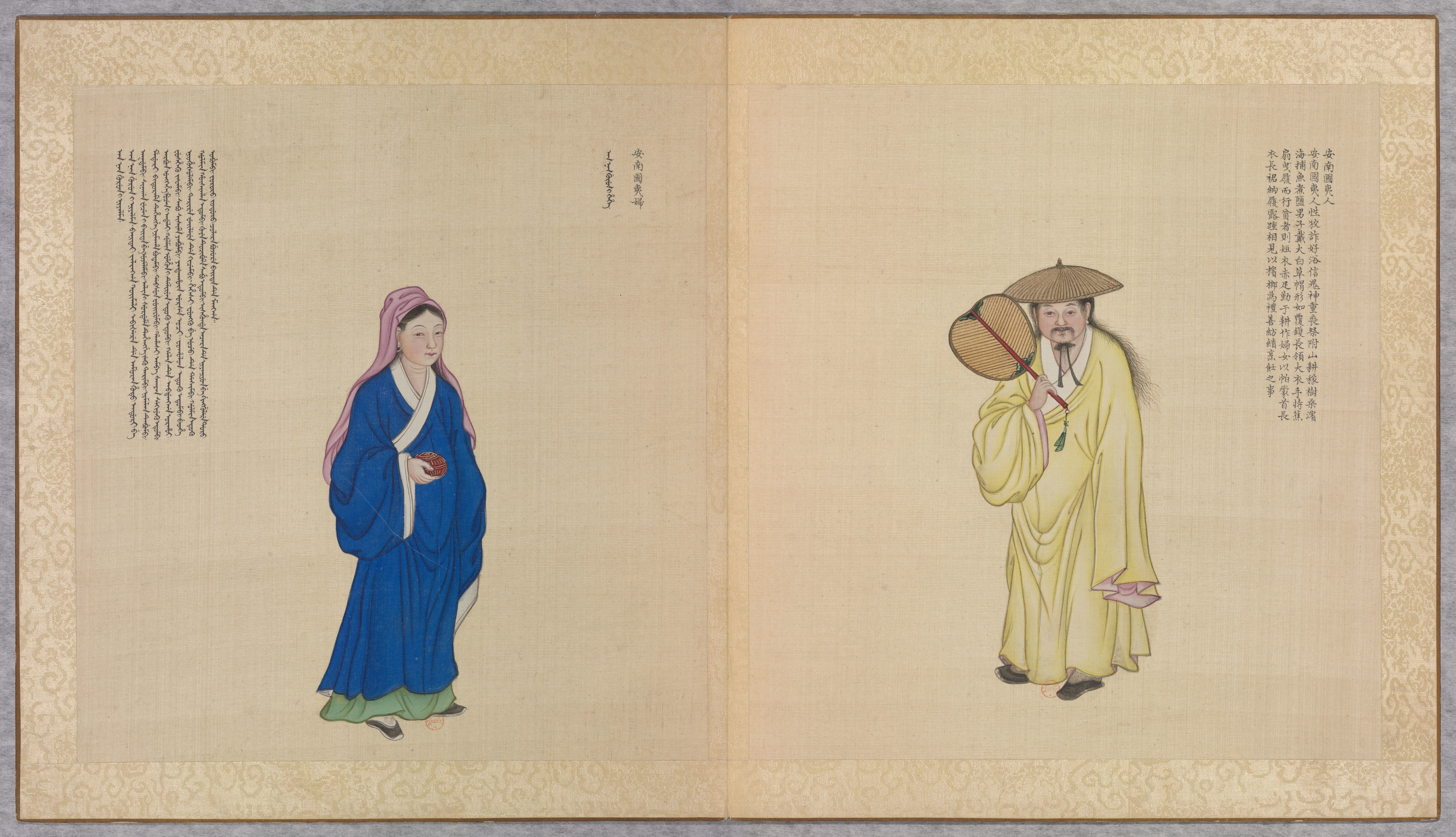
穿著襖交領的越南後黎朝百姓

襖交領又稱襖長拔，是19世纪前京族所穿的一種交領右衽长袍。它受到汉服的影响 ，而且從皇室、贵族、到平民都會穿這種長袍。 
在明命帝統治時期，明命帝下令將越南全國的服饰统一起来，越南全國人民必須穿奧黛。此後奥黛因此成为越南人的日常服装。